# Kalma
|  | Aquest article tracta sobre el poble de Rússia. Si cerqueu la deessa finesa, vegeu «Kalma (deessa)». |

Kalma (en rus: Кальма) és un poble del krai de Khabàrovsk, a Rússia, que el 2012 tenia 85 habitants. Es troba a la riba dreta del riu Amur, davant de la confluència amb el riu Amgun.